# Cafe Theater Schalotte

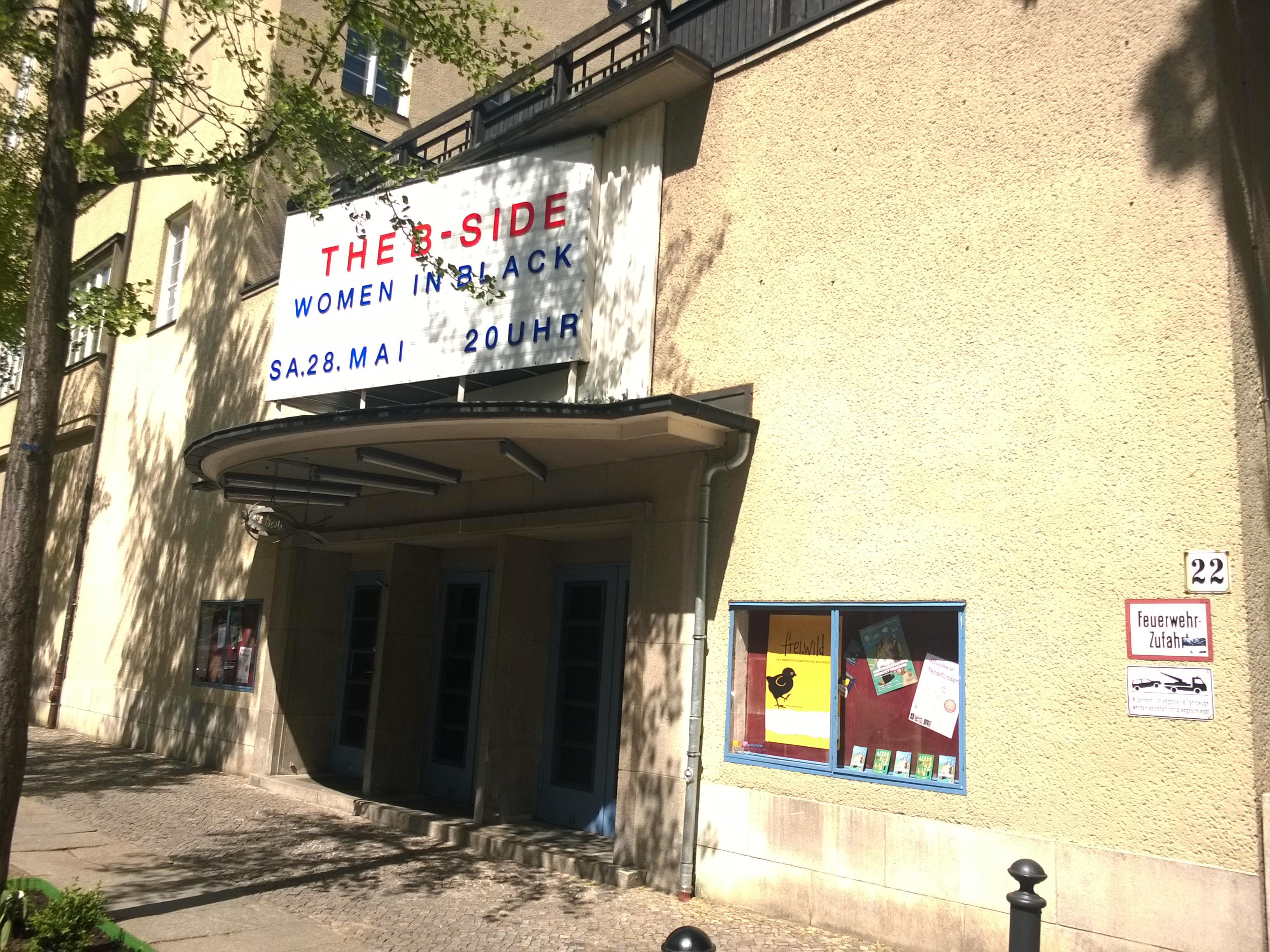
Schalotte in der Behaimstraße

Das Cafe Theater Schalotte ist ein seit 1980 im Berliner Ortsteil Charlottenburg ehrenamtlich bewirtschaftetes Off-Theater. Betreiber ist der evangelische Kirchenkreis Berlin-Charlottenburg-Wilmersdorf.

## Geschichte
Das Schalotte wurde am 3. Juni 1980 aus den Kreisen der evangelischen Jugendarbeit gegründet als Begegnungsstätte für junge Erwachsene mit gelegentlichem Veranstaltungsbetrieb.
Die Liegenschaft befindet sich im Besitz der evangelischen Luisengemeinde und wurde beim Bau des Gemeindehauses 1933 als Wochenschaukino konzipiert. Von 1933 bis 1976 wurde das Kino unter dem Namen „Baldur“ an unterschiedliche Betreiber verpachtet. Nach dem Kinosterben der 1970er-Jahre beschloss der damalige Kirchenkreis Berlin-Charlottenburg, die leerstehenden Räume einem jungen Projekt kulturinteressierter Ehrenamtlicher als Kiezcafé mit angeschlossenem Veranstaltungssaal zur Verfügung zu stellen.
In den späten 1980er-Jahren wurde das Schalotte mehr und mehr zu einem Off-Theater-Veranstaltungsort.
Der Veranstaltungssaal wurde im Laufe der Jahre auf eine feste Bestuhlung von 250 Sitzplätzen reduziert. Die Bühne misst netto 9 × 6 Meter bei einer Höhe des Bühnenportals von 6 Metern ab Bühnenkante.

## Struktur
Rund 20 Ehrenamtliche veranstalten an etwa 80 Veranstaltungstagen pro Jahr (meist an Wochenenden) Off-Kultur in den Genres Musik, Theater, Kabarett und Tanz. Die Ehrenamtlichen kümmern sich um Intendanz, Betrieb, Pflege der Liegenschaft und Förderung von Off-Kultur.

## Programm
Seit 1996 findet jährlich im November das berliner a cappella festival statt; seit 2009 im Frühjahr das Chorfestival TotalChoral. Außerdem gibt es derzeit einen Schwerpunkt auf Flamenco, Tanz, Improvisationstheater und Sprechtheater. Jedes Jahr nimmt das Schalotte als Veranstalter an der Fête de la musique teil. Die Auswahl der Gruppen auf der Bühne erfolgt in den Teamsitzungen des Schalotte-Teams, die als die Intendanz des Theaters gemeinsam entscheidet.

## Bildungsangebot
Das Schalotte bietet eine Stelle im Rahmen des Programms „Freiwilliges Soziales Jahr Kultur“ an.

## Trivia
Bei der Gründung des Cafe Theater Schalotte wurde im ersten Logo das Accent aigu auf dem „e“ von „Cafe“ vergessen. Diese Tradition behält das Cafe Theater Schalotte bis heute bei.

## Künstler
- Georgette Dee und Terry Truck[7]
- Tim Fischer[8]
- Cora Frost[8]
- Horst Buchholz
- Vince Weber[9]
- Preddy Show Campany[10]
- Frank Lüdecke
- Zwei Drittel
- O-Tonpiraten[8]
- Stephan Graf von Bothmer[11]
- muSix
- Aquabella[12]
- Jazzchor Freiburg[13]
- Hunting Island[14]
- Tanja Ries[8]